# Thomas Kurzhals
Thomas Kurzhals (13 décembre 1953 à Ronneburg (Thuringe) - 2 janvier 2014 à Glauchau) est un claviériste, compositeur et rockeur allemand. Il est connu pour avoir fait partie des groupes Stern-Combo Meissen et Karat.
Il meurt le 2 janvier 2014 d'une cirrhose, à l'âge de 60 ans.